# Спайдър-Мен (сериал, 2017)
„Спайдър-Мен“ (на английски: Spider-Man) е американски анимационен сериал, който е базиран на едноименния персонаж от Марвел Комикс. Като заместник на предишния сериал „Върховният Спайдър-Мен“, премиерата на първия сезон е излъчена на 19 август 2017 г. по Disney XD. Заглавието на сериала е сменен като „Спайдър-Мен: Раждането на Венъм“ за третия сезон, който е излъчен премиерно на 19 април 2020 г.

## В България
В България сериалът е излъчен през септември 2017 г. по Disney Channel България. Дублажът е нахсинхронен.
| Роля                     | Изпълнител        |
| ------------------------ | ----------------- |
| Питър Паркър/Спайдър-Мен | Петър Бонев       |
| Хари Осбърн              | Мартин Герасков   |
| Макс Модел               | Стоян Цветков     |
| Ото Октавиус             | Момчил Степанов   |
| Спенсър                  | Константин Лунгов |
| Чичо Бен                 | Явор Караиванов   |
| Реймънд Уорън/Чакала     | Петър Върбанов    |
| Норман Осбърн            | Николай Пърлев    |

| Обработка              | Александра Аудио |
| ---------------------- | ---------------- |
| Изпълнителен продуцент | Васил Новаков    |